# Adjungirana matrika
Adjungirana matrika (tudi prirejena matrika) (oznaka {\displaystyle \operatorname {adj} (A)\!\,}) se za  matriko {\displaystyle A\!\,} izračuna tako, da:
- se določi poddeterminante, ki se jih označi z {\displaystyle M_{ij}\!\,}
- se določi kofaktorje {\displaystyle C_{ij}=(-1)^{i+j}M_{ij}\!\,} oziroma matriko kofaktorjev {\displaystyle C\!\,}
- se dobljeno matriko kofaktorjev transponira

S tem se dobi adjungirano matriko matrike {\displaystyle A\!\,}:
{\displaystyle \operatorname {adj} (\mathbf {A} )=\mathbf {C} ^{T}\!\,.}
To pomeni, da je adjugirana matrika matrike {\displaystyle A\!\,} z elementi {\displaystyle (i,j)\!\,} matrika kofaktorjev z elementi {\displaystyle (j,i)\!\,} (pozor: zaporedje indeksov je obrnjeno):
{\displaystyle \operatorname {adj} (\mathbf {A} )_{ij}=\mathbf {C} _{ji}\!\,.}
Adjungirana matrika igra podobno vlogo kot obratna matrika, vendar pri določanju te matrike ni potrebno deljenje.

## Zgledi

### Splošna matrika2×2{\displaystyle 2\times 2\!\,}
Naj je splošna matrika {\displaystyle 2\times 2\!\,}:
{\displaystyle \mathbf {A} ={\begin{pmatrix}{a}&{b}\\{c}&{d}\end{pmatrix}}\!\,.}
Njena adjungirana matrika je:
{\displaystyle \operatorname {adj} (\mathbf {A} )={\begin{pmatrix}\,\,\,{d}&\!\!{-b}\\{-c}&{a}\end{pmatrix}}\!\,.}

### Matrika3×3{\displaystyle 3\times 3\!\,}
Naj je matrika {\displaystyle A\!\,} z razsežnostjo {\displaystyle 3\times 3\!\,}:
{\displaystyle \mathbf {A} ={\begin{pmatrix}a_{11}&a_{12}&a_{13}\\a_{21}&a_{22}&a_{23}\\a_{31}&a_{32}&a_{33}\end{pmatrix}}={\begin{pmatrix}1&2&3\\4&5&6\\7&8&9\end{pmatrix}}\!\,.}
Matrika kofaktorjev:
{\displaystyle \mathbf {C} ={\begin{pmatrix}+\left|{\begin{matrix}5&6\\8&9\end{matrix}}\right|&-\left|{\begin{matrix}4&6\\7&9\end{matrix}}\right|&+\left|{\begin{matrix}4&5\\7&8\end{matrix}}\right|\\&&\\-\left|{\begin{matrix}2&3\\8&9\end{matrix}}\right|&+\left|{\begin{matrix}1&3\\7&9\end{matrix}}\right|&-\left|{\begin{matrix}1&2\\7&8\end{matrix}}\right|\\&&\\+\left|{\begin{matrix}2&3\\5&6\end{matrix}}\right|&-\left|{\begin{matrix}1&3\\4&6\end{matrix}}\right|&+\left|{\begin{matrix}1&2\\4&5\end{matrix}}\right|\end{pmatrix}}\!\,.}
Adjungirano matriko se dobi tako, da se zgornjo matriko transponira:
{\displaystyle \operatorname {adj} (\mathbf {A} )={\begin{pmatrix}+\left|{\begin{matrix}5&6\\8&9\end{matrix}}\right|&-\left|{\begin{matrix}2&3\\8&9\end{matrix}}\right|&+\left|{\begin{matrix}2&3\\5&6\end{matrix}}\right|\\&&\\-\left|{\begin{matrix}4&6\\7&9\end{matrix}}\right|&+\left|{\begin{matrix}1&3\\7&9\end{matrix}}\right|&-\left|{\begin{matrix}1&3\\4&6\end{matrix}}\right|\\&&\\+\left|{\begin{matrix}4&5\\7&8\end{matrix}}\right|&-\left|{\begin{matrix}1&2\\7&8\end{matrix}}\right|&+\left|{\begin{matrix}1&2\\4&5\end{matrix}}\right|\end{pmatrix}}\!\,,}
kjer je:
{\displaystyle \left|{\begin{matrix}a_{im}&a_{in}\\\,\,a_{jm}&a_{jn}\end{matrix}}\right|=\det \left({\begin{matrix}a_{im}&a_{in}\\\,\,a_{jm}&a_{jn}\end{matrix}}\right)\!\,.}

### Numerična matrika3×3{\displaystyle 3\times 3\!\,}
Za zgled numerične matrike se vzame:
{\displaystyle \operatorname {adj} {\begin{pmatrix}\!-3&\,2&\!-5\\\!-1&\,0&\!-2\\\,3&\!-4&\,1\end{pmatrix}}={\begin{pmatrix}\!-8&18&\!-4\\\!-5&\!12&-1\\\ 4&\!-6&\!2\end{pmatrix}}\!\,.}

## Značilnosti
Adjunginane matrike imajo naslednje značilnosti:
- adjungirana matrika enotske matrike je enotska matrika:

{\displaystyle \operatorname {adj} (\mathbf {I} )=\mathbf {I} \!\,},
- adjungirana matrika zmnožka matrik je enak zmnožku adjungiranih matrik:

{\displaystyle \operatorname {adj} (\mathbf {AB} )=\operatorname {adj} (\mathbf {B} )\,\mathrm {adj} (\mathbf {A} )\!\,},
za vse matrike {\displaystyle A\!\,} in {\displaystyle B\!\,}, ki imajo razsežnost {\displaystyle n\times n\!\,},
- adjungiranje ohranja transponiranje:

{\displaystyle \operatorname {adj} (\mathbf {A} ^{T})=\operatorname {adj} (\mathbf {A} )^{T}\!\,},
- če je {\displaystyle \operatorname {A} \!\,} nesingularna matrika, potem velja tudi:

{\displaystyle \det {\big (}\operatorname {adj} (\mathbf {A} ){\big )}=\det(\mathbf {A} )^{n-1}\!\,.}
Adjugiranje se pojavlja tudi v obrazcih za odvod determinante.